# Кирхентумбах
Кирхентумбах (њем. Kirchenthumbach) град је у њемачкој савезној држави Баварска. Једно је од 38 општинских средишта округа Нојштат ан дер Валднаб. Према процјени из 2010. у граду је живјело 3.305 становника. Посједује регионалну шифру (AGS) 9374129.

## Географски и демографски подаци
Кирхентумбах се налази у савезној држави Баварска у округу Нојштат ан дер Валднаб. Град се налази на надморској висини од 467 метара. Површина општине износи 67,4 km². У самом граду је, према процјени из 2010. године, живјело 3.305 становника. Просјечна густина становништва износи 49 становника/km².